# ドンダーの戦い
ドンダーの戦い、ゴクホイ＝ドンダーの戦い（ベトナム語：Trận Ngọc Hồi - Đống Đa / 陣玉洄-埬栘）は西山朝大越と中国の清の間で行われた戦闘。1788年末から1789年初めにかけて、ベトナム北部の玉洄（ゴクホイ、現在のハノイ市タインチ県ゴクホイ社）および埬栘（ドンダー、現在のハノイ市ドンダー区）が戦場となった。中国では清越戦争、現代中国語では「安南之役」と呼ばれる。

## 背景
歴代の大越皇帝の多くは中華皇帝を宗主として認めつつ統治を行っており、後黎朝の間を通じてもそれは同様であった。昭統元年 / 泰徳10年（1787年）に西山朝の将の武文任が後黎朝の都である昇龍を攻略すると、後黎朝皇帝の昭統帝は広西に逃れ、清の乾隆帝に助けを求めた。清は後黎朝の復興を名目に、軍を大挙して安南に送った。

## 戦闘
両広総督であった孫士毅が清軍の司令官となり、広東・広西・雲南・貴州から募った軍を率い乾隆53年（1788年）10月に安南への侵攻を開始した。11月19日に昇龍（現在のハノイ）を陥落させると、清は昭統帝を安南国王に封じたが、孫士毅が軍政を敷き、この年起きた飢饉に対しても清軍は略奪を行った。多くの安南人が三畳（現在のニンビン省タムディエップ）の山岳地帯に逃れ、富春（現在のフエ）に拠る北定王阮恵に助けを求めた。
当時、兄の泰徳帝阮岳と対立しつつあった阮恵は元号を光中として皇帝を称し、乂安で募った10万の兵を率い北上。清軍に占領された昇龍の郊外で軍を編成した。阮恵は正月中の昇龍回復を宣言し、正月祝いの準備を行う清軍に対して奇襲を仕掛けると、清軍はドンダーで大敗北を喫した。清の将軍のうち許世亨・尚維昇・張朝龍・李化龍・岑宜棟は戦死し、多くの兵士たちが紅河で溺死した。

## 戦後処理
現在のベトナムではこの戦いはベトナム史上最大の軍事的勝利の一つと考えられているが、中国では乾隆年間における「十全武功」の一つとされている。
- 阮恵は戦いには勝利したが、最終的には清の提示した「安南国王」の地位を受け入れ[2][5]、毎年の朝貢を約束した。また、皇帝を名乗り北伐を行ったことで泰徳帝との対立は決定的なものとなった。
- 孫士毅は両広総督を免じられ、フカンガン（中国語版）が後任となった。
- フカンガンに後黎朝の復興を再度約束された昭統帝は、乾隆帝に拝謁したが、上記した通り安南国王の称号は西山朝に与えられたため、付き添ってきた臣下達とは引き離され、月に米1石銀3両の捨扶持を与えられ、乾隆58年（1793年）10月、失意のうちに北平（現在の北京）で客死した[5]。

## 史跡等

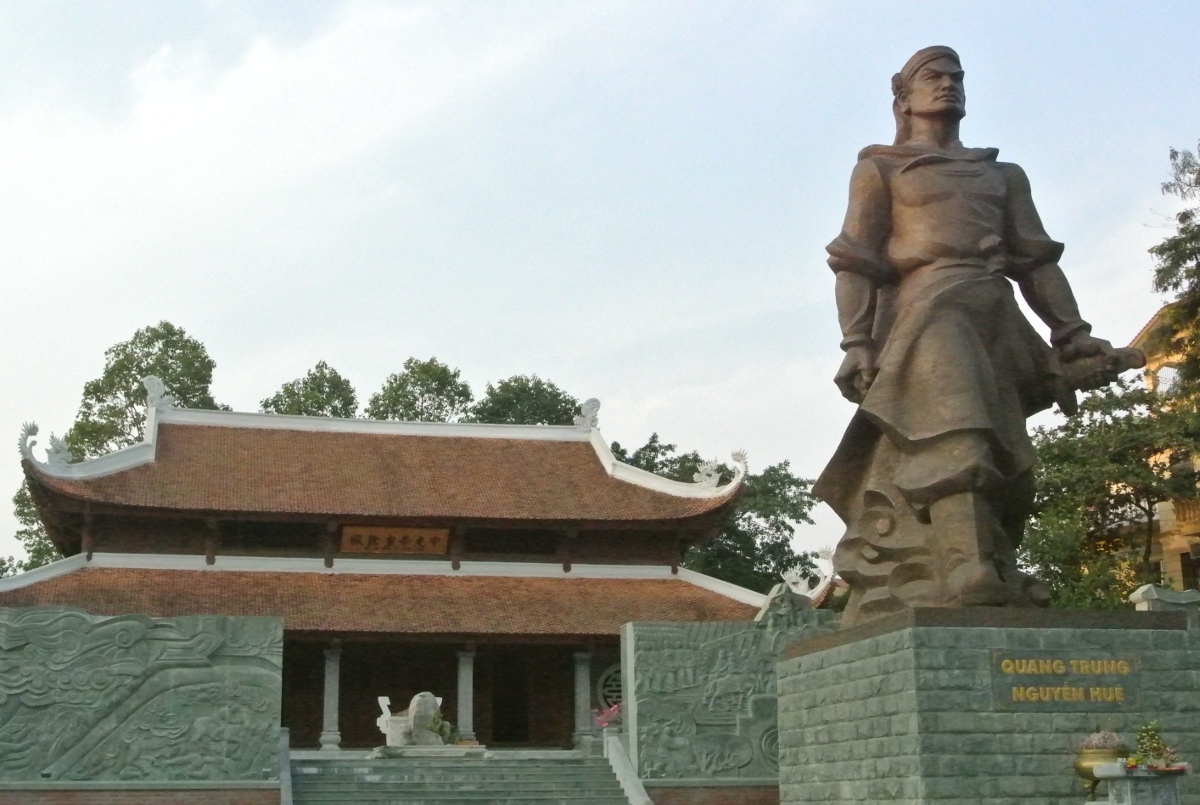
ドンダーの丘にある光中帝阮恵の像と廟（ハノイ市ドンダー区）

現代のハノイ市ドンダー区には、戦死者が埋められた塚の名残であるドンダーの丘があり公園が整備されている。また1989年に戦勝200周年を記念して建てられた石碑が残る。

## 参考資料
- 石井米雄、桜井由躬雄編 編『東南アジア史 I 大陸部』山川出版社〈新版 世界各国史 5〉、1999年12月20日。ISBN 978-4634413504。
- 桐山昇、栗原浩英、根本敬編 編『東南アジアの歴史―人・物・文化の交流史』有斐閣〈世界に出会う各国=地域史〉、2003年9月30日。ISBN 978-4641121928。
- レイ・タン・コイ（ベトナム語版） 著、石澤良昭 訳『東南アジア史』（増補新版）白水社〈文庫クセジュ〉、2000年4月30日。ISBN 978-4560058268。
- 『物語ヴェトナムの歴史 一億人国家のダイナミズム』〈中公新書〉。ISBN 4-12-101372-7。